# 외국인 고용허가제
외국인 고용허가제는 기업이 외국인 고용자를 합법적으로 고용할 수 있도록 한 한국의 제도이다. 2004년 8월 17일부터 시행되었다. 이 제도는 외국인과 내국인 근로자 모두를 동등하게 노동관계법을 적용하며 산재 보험, 최저임금, 노동 3권 등을 보장한다.